# 1-я гвардейская истребительная авиационная дивизия ВВС Балтийского флота
1-я гварде́йская истреби́тельная авиацио́нная Выборгская Краснознамённая диви́зия Военно-воздушных сил Военно-морского флота (1-я гв. иад ВВС ВМФ) — соединение ВВС ВМФ СССР, принимавшее участие в боевых действиях Великой Отечественной войны.

## Наименования дивизии
Условное наименование:
- Управление АД в/ч 42907
- Политотдел АД в/ч 42908

Действительные наименования:
- 61-я (истребительная) авиационная бригада (1939-1943)
- 3-я истребительная авиационная дивизия ВВС Балтийского флота (12 июля 1943-25 июля 1943)
- 1-я гвардейская истребительная авиационная дивизия ВВС Балтийского флота (25 июля 1943-20 июля 1944)
- 1-я гвардейская истребительная Выборгская авиационная дивизия ВВС Балтийского флота (20 июля 1944-5 ноября 1944)
- 1-я гвардейская истребительная Краснознамённая Выборгская авиационная дивизия ВВС Балтийского флота (5 ноября 1944-10 апреля 1948)
- 24-я гвардейская истребительная Краснознамённая Выборгская авиационная дивизия ВВС 4-го ВМФ (1948-1955)
- 24-я гвардейская истребительная Краснознамённая Выборгская авиационная дивизия ВВС КБФ (1955-до конца)

## История
На основании Приказа Командующего БФ № 0044 в апреле 1939 года сформирована 61-я авиационная бригада (см. отдельную статью), с дислокацией управления в п. Котлы Ленинградской области.
К началу войны с Финляндией, в составе бригады были: 5-й ИАП (аэр. Низино), 13-й ИАП (аэр. Котлы), 11-я ОИАЭ (аэр. Куммолово), 13-я ОИАЭ (аэр. Купля). Во всех подразделениях на вооружении были самолёты И-16.
За время войны с Финляндией было выполнено 10141 самолёто-вылет.
К началу Великой Отечественной войны в состав 61-й ИАБ (управление АБ в Новом Петергофе) входили: 5-й ИАП, 12-я ОИАЭ, 13-я ОИАЭ.
5 июля 1941 года в состав бригады был передана 104-я ОИАЭ (приказ НК ВМФ № 00161).
По состоянию на 25 августа 1941 года в бригаде был всего 31 исправный самолёт.
В сентябре 1941 года была расформирована 10-я САБ БФ и в 61-ю ИАБ переданы 13-й и 71-й ИАП. То есть в составе бригады были собраны все боеспособные части истребительной авиации БФ.
К апрелю 1942 года в состав бригады вошёл 11-й ИАП, переведённый с ЧФ, и вновь сформированный 21-й ИАП.
К 1943 году в составе бригады были 3-й гв. ИАП, 4-й гв. ИАП и 71-й ИАП. 31 мая этого же года 71-й ИАП преобразован в 10-й гв. ИАП.
1 июля 1943 года, в авиационной катастрофе погиб командир бригады полковник П.В. Кондратьев.
12 июля 1943 года 61-я ИАБ ВВС БФ переформирована в 3-ю истребительную авиационную дивизию, но уже через несколько дней, Приказом НК ВМФ № 264 от 25.07.43 она была переименована в 1-ю гвардейскую истребительную авиационную дивизию, с дислокацией управления в Кронштадте. В составе дивизии были три гвардейских полка, 20 Героев Советского Союза.

7 июня 1944 года, в воздушном бою над Нарвским заливом лётчик 4-го гв. ИАП лейтенант А.И. Потёмкин сбил самолёт противника - это была 1000-я победа на счету соединения с начала войны. (Подполковник Потёмкин А.И. погиб в авиационной катастрофе в 1953 году на аэродроме Май-Гатка ВВС ТОФ. Его прах был перезахоронен с воинскими почестями с заброшенного гарнизонного кладбища на городское кладбище г. Советская Гавань в 2010 году).
с 9 июня 1944 года дивизия полным составом принимала активное участие в Выборгской наступательной операции. За двенадцать дней непрерывных боёв не было потеряно ни одного лётчика. Приказом НК ВМФ СССР № 343 от 20.07.44 1-й гв. ИАД было присвоено почётное наименование Выборгская.
5 ноября 1944 года 1-я гв. ИАД награждена орденом Красного Знамени.
До конца войны состав дивизии оставался неизменным - 3-й гв. ИАП, 4-й гв. ИАП, 10-й гв. ИАП и 11-й ИАП. 25 леловек лётного состава стали Героями Советского Союза.
В 1947 году дивизия перебазирована в бывш. Восточную Пруссию, на аэродром Мамоново.
В 1948 году, на основании циркуляра НГШ ВМС № 0056 от 10.04.48 1-я гв. ИАД переименована в 24-ю гв. Краснознамённую истребительную авиационную дивизию ВВС 4-го ВМФ, с базированием управления на аэр. Нойтиф (Коса).
Управление дивизии, 4-й гв. ИАП и 246-й гв. ИАП расформированы в 1960 году, в рамках сокращения ВС СССР.

## В действующей армии
В составе действующей армии:
- с 12 июля 1943 года по 9 мая 1945 года

## Командиры дивизии
- подполковник Корешков, Владимир Степанович[2] с 08.06. по 24.09.1943 г.
- подполковник Катков, Владимир Иванович[3] с 26.09. по 26.12.1943 г.
- подполковник Никитин, Николай Михайлович[4] с 01.01. по 01.04.1944 г.
- подполковник, полковник (с 01.07.1944 г.) Корешков, Владимир Степанович[2] с 02.04.1944 по 10.11.1949 г.
- полковник Мазуренко, Алексей Ефимович с 01.1953 по 11.1953[5]
- полковник Попков, Виталий Иванович с мая 1954 по декабрь 1955[6]
- полковник, с 1958 генерал-майор авиации Стрельников, Василий Поликарпович с декабря 1955 по март 1961[6]

## В составе объединений
| Дата            | Флот                            | Примечания             |
| --------------- | ------------------------------- | ---------------------- |
| 25.07.1943 года | Краснознамённый Балтийский флот | -                      |
| 09.05.1945 года | Краснознамённый Балтийский флот | -                      |
| 10.04.1948 года | Краснознамённый Балтийский флот | переименование дивизии |

## Части дивизии
| Период               | Наименование | Самолёты на вооружении            |
| -------------------- | --- | --------------------------------- |
| 24.07.1943 — 03.1951 | 3-й гвардейский истребительный авиационный полк ВВС ВМФ (переименован в 223-й гвардейский истребительный авиационный Краснознамённый ордена Ушакова полк ВВС ВМФ 11.12.1948 г.) | (Ла-5, Ла-7, Ла-9, Ла-11)         |
| 24.07.1943 — 06.1960 | 4-й гвардейский истребительный авиационный ордена Ушакова полк ВВС ВМФ | (Ла-5, Ла-7, Ла-9, Ла-11, МиГ-15) |
| 24.07.1943 — 06.1959 | 10-й гвардейский истребительный авиационный полк ВВС ВМФ | (Ла-5, Ла-7, Ла-9, Ла-11, МиГ-15) |
| 1953 — 10.1960       | 246-й гвардейский истребительный авиационный полк ВВС ВМФ | (Як-9У, МиГ-15)                   |

## Участие в операциях и битвах
- Противовоздушная оборона кораблей и баз флота
- Выборгская операция[2] с 10 июня 1944 года по 20 июня 1944 года
- Свирско-Петрозаводская операция[2] с 21 июля 1944 года по 9 августа 1944 года
- Прибалтийская операция[2] с 14 сентября 1944 года по 24 ноября 1944 года

## Статистика боевых действий
За период с 1 июля 1943 года по 29 июня 1944 года дивизией:
| Выполнено боевых вылетов | Сбито самолётов противника |
| ------------------------ | -------------------------- |
| 8652                     | 305                        |

За период с 1 июля 1944 года по 9 мая 1945 года дивизией:
| Выполнено боевых вылетов | Сбито самолётов противника |
| ------------------------ | -------------------------- |
| 4496                     | 131                        |

## Почётные наименования
За проявленные образцы мужества и отличие в боях при прорыве линии Маннергейма и за овладение городом и крепостью Выборг 1-я гвардейская истребительная авиационная дивизия ВВС Балтийского флота удостоена почётного наименования «Выборгская»

## Награды
- 1-я гвардейская истребительная авиационная Выборгская дивизия ВВС Балтийского флота за образцовое выполнение боевых заданий командования па фронте борьбы с немецкими захватчиками и проявленные при этом доблесть и мужество Указом Президиума Верховного Совета СССР от 5 ноября 1944 г. «О награждении орденами частей и кораблей Военно-Морского Флота СССР» награждена орденом Красного Знамени.
- 3-й гвардейский истребительный авиационный полк ВВС ВМФ 6 марта 1945 года за образцовое выполнение боевых заданий командования на фронте борьбы с немецкими захватчиками и проявленные при этом мужество и отвагу указом Президиума Верховного Совета СССР «О награждении орденом Красного Знамени кораблей, частей и соединений Военно-Морского Флота» награждён орденом Красного Знамени.
- 3-й гвардейский истребительный авиационный полк ВВС ВМФ за образцовое выполнение заданий командования в боях с немецкими захватчиками при овладении городом и крепостью Пиллау и проявленные при этом доблесть и мужество 28 мая 1945 года указом Президиума Верховного Совета СССР награждён орденом Ушакова II степени.
- 4-й гвардейский истребительный авиационный полк ВВС ВМФ за образцовое выполнение заданий командования по разгрому Земландской группировки войск противника, захвату военно-морской базы Пиллау и проявленные при этом мужество и отвагу 24 мая 1945 года Указом Президиума Верховного Совета СССР «О награждении орденами СССР частей Военно-Морского Флота» награждён орденом Ушакова II степени.

## Благодарности Верховного Главнокомандующего
- За овладение островом Сааремаа[11]

## Герои Советского Союза
- Абрамов Владимир Фёдорович, командир эскадрильи 10-го гвардейского истребительного авиационного полка 1-й гвардейской истребительной авиационной дивизии ВВС Балтийского флота указом Президиума Верховного Совета СССР 22 июля 1944 года удостоен звания Герой Советского Союза. Золотая Звезда № 4001.
- Белоусов Леонид Георгиевич, помощник командира 4-го гвардейского истребительного авиаполка по летной подготовке 1-й гвардейской истребительной авиадивизии ВВС Балтийского флота указом Президиума Верховного Совета СССР 10 апреля 1957 года удостоен звания Герой Советского Союза. Золотая Звезда № 10837.
- Жучков Тихон Свиридович, заместитель командира эскадрильи 3-го гвардейского истребительного авиаполка 1-й гвардейской истребительной авиадивизии ВВС Балтийского флота указом Президиума Верховного Совета СССР 6 марта 1945 года удостоен звания Герой Советского Союза. Золотая Звезда № 5079.
- Кожанов Пётр Павлович, военный комиссар эскадрильи 4-го гвардейского истребительного авиаполка 1-й гвардейской истребительной авиадивизии ВВС Балтийского флота указом Президиума Верховного Совета СССР 23 октября 1942 года удостоен звания Герой Советского Союза. Золотая Звезда № 721.
- Кравцов, Иван Савельевич, командир звена 3-го гвардейского истребительного авиационного полка 1-й гвардейской истребительной авиадивизии ВВС Балтийского флота указом Президиума Верховного Совета СССР 22 июля 1944 года звания Герой Советского Союза. Золотая Звезда № 4018.
- Селютин Аркадий Михайлович, старший лётчик 4-го гвардейского истребительного авиаполка 1-й гвардейской истребительной авиадивизии ВВС Балтийского флота указом Президиума Верховного Совета СССР 5 ноября 1944 года удостоен звания Герой Советского Союза. Золотая Звезда № 5050.
- Цапов Иван Иванович, командира эскадрильи 3-го гвардейского истребительного авиаполка 1-й гвардейской истребительной авиадивизии ВВС Балтийского флота указом Президиума Верховного Совета СССР 22 июля 1944 года удостоен звания Герой Советского Союза. Золотая Звезда № 3941.
- Цыганов Евгений Терентьевич, командир 3-й эскадрильи 4-го гвардейского истребительного авиационного полка 1-й гвардейской истребительной авиационной дивизии ВВС Балтийского флота указом Президиума Верховного Совета СССР 22 января 1944 года удостоен звания Герой Советского Союза. Золотая Звезда № 2916.
- Черненко, Василий Иванович, командир звена 3-го гвардейского истребительного авиационного полка 1-й гвардейской истребительной авиадивизии ВВС Балтийского флота указом Президиума Верховного Совета СССР 19 августа 1944 года звания Герой Советского Союза. Золотая Звезда № 4336.